# 작은형
《작은형》은 2016년에 개봉한 대한민국의 영화이다.

## 캐스팅
- 전석호 : 조동현 역
- 진용욱 : 조동근 역
- 민지아 : 은아 역
- 이혁 : 재진 역
- 이정주 : 선우 역
- 강승민 : 갚아 역
- 문정수 : 내놔 역
- 이진권 : 졸개 역
- 민경진 : 숙부 역
- 박성근 : 창수 역
- 김구민 : 정신과의사 역
- 장준호 : 내과의사 역
- 변은진 : 룸싸롱여자 1 역
- 김지혜 : 룸싸롱여자 2 역
- 곽지현 : 룸싸롱여자 3 역
- 전현숙 : 복부인 1 역
- 최지은 : 복부인 2 역
- 우순실 : 은행원 역
- 김시헌 : 방송기자 역
- 심윤재 : 민웅 역
- 김민지 : 보리 역
- 안익주 : 병원환자 역
- 최도윤 : 분식집여고생 1 역
- 김나영 : 분식집여고생 2 역
- 박민정 : 분식집여고생 3  역
- 탁지수 : 분식집여고생 4 역
- 양윤정 : 기상캐스터 (목소리) 역
- 오정환 : 앵커 (목소리) 역
- 이지영 : 은행원 (목소리) 역
- 김승민 : 병원직원 (목소리) 역